# CEBAM
Het CEBAM of Belgisch Centrum voor Evidence-Based Medicine is een onafhankelijk, multidisciplinair en interuniversitair medisch wetenschappelijk instituut. Het CEBAM werd in 2002 opgericht in opdracht van de Belgische federale overheid. Het onderzoekt de wetenschappelijke basis van medische handelingen, valideert klinische praktijkrichtlijnen en geeft methodologische ondersteuning aan Belgische richtlijnontwikkelaars.
In 2013 ontwikkelde CEBAM in opdracht van de toenmalige Vlaamse Welzijnsminister Jo Vandeurzen de website Gezondheid en Wetenschap. In april 2023 lanceerde CEBAM een app, ZoekGezond, die toegang biedt tot dezelfde informatie.